# 무수
무수(武守, ?~?)는 백제 출신의 신라 관료이다.

## 생애
660년 11월 22일, 태종무열왕은 백제와의 전쟁 이후 해당 공신들에게 상을 내렸으며, 신라로 귀부한 그에게는 대나마(大奈麻) 관등과 대감(大監)의 관직을 하사했다.